# William Cumming (Politiker)
William Cumming (* 1724 in Annapolis, Province of Maryland; † 1797) war ein US-amerikanischer Politiker. Im Jahr 1785 war er Delegierter für North Carolina im Kontinentalkongress.

## Werdegang
Nach einem Jurastudium und seiner Zulassung als Rechtsanwalt begann William Cumming in Maryland in diesem Beruf zu arbeiten. Später verlegte er seinen Wohnsitz und seine Kanzlei nach Edenton in North Carolina. In den 1770er Jahren schloss er sich der Revolutionsbewegung an. 1776 gehörte er dem North Carolina Provincial Congress an. In den Jahren 1781, 1783, 1784 und 1788 saß er im Repräsentantenhaus von North Carolina. Außerdem vertrat er 1785 seine Heimat im Kontinentalkongress. 1790 wurde er für einen Richterposten nominiert. Ob er das Amt aber tatsächlich angetreten hat, ist nicht bekannt. William Cumming verstarb im Jahr 1797, das genaue Datum und sein Sterbeort sind nicht überliefert.